# Linda-a-Velha
Linda-a-Velha – parafia (freguesia) Oeiras, w Portugalii. W 2011 zamieszkiwało ją 19 999 mieszkańców, na obszarze 2,32 km².